# Бонневиль, Бенджамин
Бенджамин Луис Элали де Бонневиль (англ. Benjamin Louis Eulalie de Bonneville; 14 апреля 1796 — 12 июня 1878) — офицер армии США, траппер и исследователь Дикого Запада.

## Ранние годы
Бенджамин Бонневиль родился в Париже в 1796 году. Его родителями были французский издатель Николя Бонневиль и его жена Маргерит Бразье. Когда Бонневилю исполнилось семь лет, благодаря помощи американского писателя и философа Томаса Пейна, его семья переехала в США. Пейн познакомился с семьёй Бонневиля во время своего нахождения во Франции, он также являлся крёстным отцом Бенджамина. Когда Пейн скончался, то он оставил большую часть своего имущества Бонневилям, так как Маргерит, мать Бенджамина, ухаживала за ним до самой его смерти в 1809 году.
В 1813 году Бонневиль поступил в Военную академию США, после окончании которой получил чин второго лейтенанта лёгкой артиллерии.

## Карьера
В 1815 году Бонневиль был направлен на службу в Новую Англию, а через шесть лет переведён в Форт-Смит, Арканзас. В 1824 году он получил звание капитана и был переведён в форт Гибсон, который находился на Индейской территории. Некоторое время спустя, Бонневиль отправился во Францию, где встречался с маркизом де Ла Файеттом. После возвращения в Америку он был направлен в штат Миссури.
В 1831 году Бонневиль оставил службу в армии и отправился на Запад. Через год он построил первый форт на западе Скалистых гор, вблизи современного города Даниел, и назвал его Форт-Бонневиль. Форт, основанный Бонневилем, на долгие годы стал центром меховой торговли к западу от главного хребта Скалистых гор. Почти все сборы маунтинменов в последующие годы собирались поблизости от него.
Во время пребывания в столице США Бонневиль продал свои дневники американскому писателю Вашингтону Ирвингу, который опубликовал на их основе книгу о приключениях капитана.
В 1836 году он возвратился на службу и вся его дальнейшая деятельность была связана с армией. Бонневиль получил назначение сначала в Небраску, а затем в Нью-Мексико. Он принял участие в Американо-мексиканской войне, а в 1855 году был произведён в ранг полковника. Во время Гражданской войны дослужился до звания бригадного генерала. Он ушёл в отставку в 1866 году и поселился в Форт-Смите, штат Арканзас.
Бенджамин Бонневиль скончался 12 июня 1878 года и был похоронен на католическом кладбище Бельфонтейн в Сент-Луисе. Его имя носит высохшее солёное озеро в штате Юта.